# Zosterops hamlini
Zosterops hamlini (окулярник бугенвільський) — вид горобцеподібних птахів родини окулярникових (Zosteropidae). Ендемік Папуа Нової Гвінеї. Раніше вважався підвидом сірогорлого окулярника, однак був визнаний окремим видом.

## Поширення і екологія
Бугенвільські окулярники є ендеміками острова Бугенвіль в архіпелазі Соломонових островів. Вони живуть в гірських тропічних лісах і високогірних чагарникових заростях на висоті від 900 до 1950 м над рівнем моря.